# Arabska Armia Wyzwoleńcza
Arabska Armia Wyzwoleńcza (arab. ‏جيش الإنقاذ العربي‎, Dżajsz al-Inkad al-Arabi) – panarabska paramilitarna formacja samoobrony, która działała w latach 1947–1948 w Mandacie Palestyny i Izraelu. Była podporządkowana Lidze Państw Arabskich i rywalizowała z islamistyczną Armią Świętej Wojny.

## Przyczyny powstania
W dniu 29 listopada 1947 roku Zgromadzenie Ogólne ONZ przyjęło rezolucję nr 181 w sprawie rozwiązania konfliktu arabsko-żydowskiego w Palestynie, poprzez utworzenie dwóch państw: arabskiego i żydowskiego. Przywódcy społeczności żydowskiej zaakceptowali plan podziału Palestyny, chociaż wyrażali swoje niezadowolenie. Natomiast społeczność arabska sprzeciwiła się, twierdząc, że narusza ona prawa większości mieszkańców Palestyny. Arabowie postrzegali plan podziału Palestyny jako niesprawiedliwy, ponieważ oddawał większość terytorium państwa w ręce stanowiącej mniejszość społeczności żydowskiej. Arabscy przywódcy zaczęli wzywać do „zwrócenia Palestyny jej prawowitym mieszkańcom”, „zepchnięciu Żydów do morza” i oczyszczeniu Palestyny z „syjonistycznej plagi”. Ich niezadowolenie było wzmacniane przez arabski nacjonalizm panarabizmu, głoszący zjednoczenie wszystkich ludów arabskojęzycznych. W rezultacie, 30 listopada 1947 doszło do wybuchu pierwszych aktów przemocy, które zostały uznane za pierwsze akty wojny domowej w Mandacie Palestyny. Arabowie rozpoczęli kampanię ataków na żydowską komunikację pomiędzy osiedlami żydowskimi. Kolejne zabójstwa, akty rozboju i podpalenia, pociągały za sobą akcje odwetowe żydowskich organizacji paramilitarnych Hagana, Irgun i Lechi. Liczba ofiar po obu stronach konfliktu zaczęła gwałtownie rosnąć. W okresie od grudnia 1947 do końca stycznia 1948 roku zginęło prawie 1000 osób, a ponad 2000 zostało rannych. Liczby te odpowiadały 100 ofiarom śmiertelnym tygodniowo.
Widząc niepokojący rozwój wydarzeń, Liga Państw Arabskich zdecydowała się w bezpośrednie zaangażowanie się w wojnę domową w Palestynie. Podczas spotkania arabskich przywódców w Damaszku prezydent Syrii Szukri al-Kuwatli zaproponował utworzenie Arabskiej Armii Wyzwoleńczej. Al-Kuwatli zdawał sobie sprawę, że syryjska armia jest niezdolna do zbrojnej interwencji, jednak jego ambicje utworzenia Wielkiej Syrii pobudzały go do wpływania na sytuację w Palestynie. Walki z osadnictwem żydowskim w Palestynie domagała się ponadto syryjska opinia publiczna. Tworząc Armię, al-Kuwatli zamierzał ponadto wzmocnić Syrię w ewentualnej konfrontacji z Jordanią. Jej król Abd Allah otwarcie mówił o swoich ambicjach utworzenia państwa jordańsko-syryjsko-irackiego rządzonego przez Haszymitów. Syryjski prezydent oczekiwał, że Arabska Armia Wyzwoleńcza uniemożliwi Jordanii agresję przeciwko Syrii, a także nie dopuści, by to wojska jordańskie zajęły północną część terytorium przyznanego Arabom w rezolucji ONZ. Wreszcie ewentualna porażka ochotniczych sił arabskich nie zostałaby przypisana Syrii, tylko straty i wstyd poniosłaby Liga Arabska, a w szczególności palestyńscy Arabowie.
Liga Państw Arabskich zgodziła się na utworzenie tej armii, która miała być uzbrojona i utrzymywana ze środków wszystkich państw członkowskich Ligi – Egipt zgodził się na pokrycie 42% kosztów, Syria i Liban 23%, Arabia Saudyjska 20%, a Irak pozostałe 15%.

## Historia
W pierwszym tygodniu 1947 roku dla potrzeb Arabskiej Armii Wyzwoleńczej utworzono w pobliżu Damaszku szkołę oficerską oraz ośrodek szkoleniowy dla podoficerów i żołnierzy. Ośrodek ten stał się głównym centrum rekrutacji ochotników. Później utworzono drugi ośrodek szkoleniowo-rekrutacyjny położony na wschód od miasta Kair w Egipcie, oraz dwa ośrodki w Palestynie. Wielkość docelowej rekrutacji określono na 10 tys. żołnierzy, ale do połowy marca 1948 roku osiągnięto jedynie około 6 tys. ochotników. Rzeczywista wielkość jednostek polowych była niższa i zazwyczaj nie przekraczała 3,5 tys. ludzi. Ochotnicy byli Syryjczykami, Libańczykami, Irakijczykami, Jordańczykami, Egipcjanami i Druzami. Obok nich byli w mniejszej ilości Jugosłowianie, Niemcy, Turcy i brytyjscy dezerterzy.
W dniu 5 stycznia 1948 roku podczas spotkania w Damaszku zorganizowano Palestyńskie Dowództwo Polowe Arabskiej Armii Wyzwoleńczej. W skład dowództwa weszli: generał Ismail Safwat (Irak), generał Taha al-Haszimi (Irak), pułkownik Szukajri (Liban), pułkownik Muhammad al-Hindi (Syria) i pułkownik Abd al-Kadir al-Dżundi (Transjordania). Naczelnym dowódcą został Fauzi al-Kawukdżi. Siedziba dowództwa znajdowała się w pobliżu Damaszku w Syrii. Terytorium Palestyny podzielono na cztery obszary działań operacyjnych: (1) Dowództwo Północne – rejon pogranicza z Syrią i Libanem, oraz cała Galilea i północna Samaria; (2) Dowództwo Jerozolimy – rejon Jerozolimy, Ramallah, Hebronu i Jerycho; (3) Dowództwo Lod i Ramli – rejon miast Lod i Ramli; (4) Dowództwo Strefy Gazy i pustyni Negew. Wśród celów postawionych przed Arabską Armią Wyzwoleńczą postawiono wyzwolenie całej Palestyny i utworzenie Wielkiej Syrii, jednak w rzeczywistości tworzyła ona w północnej Palestynie i Samarii bufor bezpieczeństwa pomiędzy Syrią a Transjordanią.
Sformowano następujące jednostki operacyjne:
- Region Centralny –
  - 1 Regiment Jarmuk – posiadał trzy kompanie liczące razem około 500 ochotników. Dowódcą był Muhammad Safa. Wkroczył on do Palestyny w połowie stycznia 1948 i prowadził działania w rejonie miast Nablus i Dżanin, a następnie przegrupował się w rejon Bet Sze’an
  - Regiment Kadisijja – posiadał trzy kompanie liczące około 450 ochotników. Dowódcą był Mahdi Salih al-Anani. Wkroczył do Palestyny w lutym 1948 i prowadził działania w Samarii. Po poniesieniu dużych strat przeszedł reorganizację w Regiment Ajnadin.
  - * Regiment Husajn – posiadał trzy kompanie liczące około 500 żołnierzy. Dowódcą był major Mohammad Husajn. Wkroczył do Palestyny w kwietniu 1948 i prowadził działania w Samarii. Jego żołnierze zbuntowali się i zostali rozlokowani w innych jednostkach.
  - Regiment Hittin – posiadał trzy kompanie liczące około 500 ochotników. Dowódcą był kapitan Abbas. Wkroczył do Palestyny w marcu 1948 i stanowił wsparcie 1 Regimentu Jarmuk w Samarii.
  - 3 Regiment Jarmuk – posiadał dwie kompanie liczące razem około 250 ochotników. Dowódcą był major Abd al-Hamid ar-Rawi. Wkroczył do Palestyny w kwietniu 1948 i prowadził działania w rejonie Jerozolimy i Ramallah.
  - Regiment Ajnadin był dowodzony przez kapitana Michela Issa. Wkroczył do Palestyny w styczniu 1948.
  - Bateria artylerii dowodzona przez porucznika Afifa al-Bizriego.
- Region Północny –
  - 2 Regiment Jarmuk – posiadał trzy kompanie liczące razem około 430 ochotników. Dowódcą był Alcichlki. Wkroczył do Palestyny przez terytorium Libanu w dniu 23 stycznia 1948. Prowadził działania w rejonie Akki i Safedu.
  - Regiment Dżabal al-Arab (druzyjski) – posiadał trzy kompanie liczące około 500 żołnierzy. Dowódcą był major Chakib Wahhaba. Prowadził działania w rejonie Nazaretu.
  - Bateria artylerii[6].

Na początku 1948 roku wielu druzyjskich ochotników zdezerterowało z Arabskiej Armii Wyzwoleńczej do żydowskich sił samoobrony. Powstały wówczas pierwsze żydowskie jednostki arabskojęzyczne. Pozostałe siły Arabskiej Armii Wyzwoleńczej stopniowo wycofywały się na północ Palestyny i ostatecznie uciekły do Libanu.